# مارتین اسپانرینگ
مارتین اسپانرینگ (انگلیسی: Martin Spanring؛ زادهٔ ۱۴ اکتبر ۱۹۶۹) بازیکن فوتبال سابق اهل آلمان است که در پست مدافع بازی می‌کرد.
از باشگاه‌هایی که در آن بازی کرده‌است می‌توان به باشگاه فوتبال فرایبورگر، باشگاه فوتبال شالکه ۰۴، باشگاه فوتبال بورسااسپور، باشگاه فوتبال مونیخ ۱۸۶۰، باشگاه فوتبال فورتونا دوسلدورف، باشگاه فوتبال فرایبورگ، و باشگاه فوتبال اشتوتگارت اشاره کرد.